# Battlestar Galactica (miniserial)
Battlestar Galactica este un miniserial TV de trei ore scris și produs de Ronald D. Moore și regizat de Michael Rymer. Este prima parte a Battlestar Galactica care a fost realizată după seria originală din 1978 și servește ca un fel de episod-pilot pentru seria din 2004. Miniseria a avut premiera la 8 decembrie 2003 în Statele Unite pe canalul Sci Fi. Primele două părți ale miniserialului au avut o audiență de 3,9 și respectiv 4,5 milioane telespectatori, făcând ca miniseria să fie al treilea cel mai urmărit program Syfy din toate timpurile.

## Prezentare

### Partea 1
După un armistițiu de 40 de ani într-un război între cele Douăsprezece Colonii (planetele populate de oameni) și Cyloni (roboții creați de oameni), Cylonii au lansat surprinzător atacuri nucleare destinate să extermine rasa umană. Practic, întreaga populație a celor Doisprezece Colonii este distrusă (numai în orașul Caprica, capitala celor Doisprezece Colonii, fiind 7 milioane de oameni). Majoritatea membrilor din Forța Militară Colonială au devenit ineficienți sau au fost distruși ca urmare a malware-ului introdus în rețeaua militară de calculatoare, rețeaua devenind vulnerabilă la atacurile cibernetice. Malware-ul a fost introdus de Numărul Șase, un Cylon având forma de femeie umană, care l-a sedus pe celebrul om de știință Dr. Gaius Baltar și s-a folosit de relația lor pentru a obține codurile de acces sub acoperirea unui contract de oferte din interior.
Nava stelară de război Galactica (engleză: Battlestar Galactica), un cuirasat spațial care a luptat în războiul anterior, era transformată într-un muzeu în momentul atacului. Pentru că sistemele sale informatice mai vechi nu au fost conectate în rețea, nava de război nu este afectată de sabotaj. Comandantul său, William Adama își asumă comanda puținelor nave rămase ale flotei umane. El se îndreaptă spre zona de ancoraj Ragnar, o stație a arsenalului militar unde Galactica se poate reaproviziona cu arme și provizii esențiale.

Caprica sub bombardament în timpul atacului Cylonilor.

Secretarul Educației Laura Roslin este investit în funcția de președinte al celor Doisprezece Colonii după ce se confirmă faptul că președintele și membrii guvernului au fost uciși (Roslin fiind a 43-a în linia de succesiune). Ea se afla pe nava spațială civilă de transport persoane Colonial One și după atac reușește să adune un grup de supraviețuitori din diferite nave aflate în sectorul ei. Când un Colonial Raptor (navetă militară de atac) de pe Galactica aterizează pentru reparații lângă Caprica, cei doi membri ai echipajului, Sharon Valerii (având indicativul "Boomer") și Karl Agathon ("Helo"), aleg un mic grup de supraviețuitori pe care să-i evacueze de pe planetă cu Raptor-ul. Helo decide să rămână pe planeta afectată de radiații nucleare, renunțând la scaunul său de pilot că să-l evacueze pe Baltar, pe care îl recunoaște pentru statutul său de pseudo-celebritate ca geniu științific.
Deși Roslin speră să-i transfere pe  toți refugiații supraviețuitori pe navele capabile de călătorie interstelară prin salt superluminic, Cylonii îi localizează rapid și inițiază atacul asupra navelor umane care au supraviețuit.

### Partea a 2-a
Roslin este nevoită să abandoneze mulți dintre supraviețuitori, deoarece numai navele superluminice sunt capabile să facă "salturi" ca să scape de atac și să se întâlnească cu Galactica la Ragnar.
Pe Ragnar, Adama este atacat de un presupus dealer de arme, care pretinde că este doar un simplu contrabandist de arme, dar care este în mod clar afectat de norul de radiații din jurul bazei Ragnar, radiații la care oamenii sunt imuni. Adama deduce că se confruntă cu un nou tip de Cylon care arată, vorbește și acționează ca un om.
Roslin îl numește pe Baltar, care nu și-a dezvăluit implicarea sa în atacul Cylonilor, ca pe unul dintre consilierii săi. Numărul Șase îi apare lui Baltar sub forma unei halucinanții. Motivul pentru care ea îi apare nu este clar, deși ea sugerează că poate a plantat un microcip in interiorul creierului lui Baltar în timp ce el dormea, permițându-i să transmită imaginea ei în mintea sa conștientă. Ca urmare a unei sugestii a Numărului Șase, Baltar este silit să-l identifice pe Aaron Doral, un specialist în relații publice, ca pe un agent Cylon mascat ca un om. În ciuda protestelor sale și lipsa oricărei probe care să susțină acuzația, Doral este lăsat pe Ragnar atunci când Galactica pleacă.
În timp ce Cylonii atacă baza Ragnar, mica flotă umană fuge "sărind" într-o zonă îndepărtată, neexplorată a galaxiei. Adama încearcă să ridice moralul oamenilor supraviețuitori, anunțând planuri de a ajunge pe o necunoscută a treisprezecea colonie legendară, "Pământul", a cărui existență și localizare era unul dintre cele mai bine păzite secrete militare. Mai târziu, în particular, Roslin îl convinge pe Adama să recunoască că  anunțul lui a fost pur și simplu un truc ca să dea speranțe oamenilor deoarece ea crede că Pământul este doar un mit.
Adama găsește o bucată de hârtie, în cabina sa, având tastat mesajul "Există doar 12 modele Cylon." Pe Ragnar, Doral în mod clar a suferit de intoxicații provocate de un tip de radiații care afectează doar roboții Cylon. Identitatea sa ca un Cylon este confirmată atunci când un grup de Cyloni, printre care și Centurioni Cylon metalici și câțiva umanoizi Cyloni constând în mai multe copii ale Numărului Șase, Doral, și alte modele identice ale lui Doral, vin să-l recupereze pe Doral. În final, este dezvăluit că unul dintre umanoizii Cylon arată că Boomer, indicând faptul că omologul său de pe Galactica este tot un Cylon.

## Distribuție
| Actor               | Rol                                             | Note                                                                                     |
| ------------------- | ----------------------------------------------- | ---------------------------------------------------------------------------------------- |
| Edward James Olmos  | Comandor William Adama                          | Comandant al Forțelor Coloniale și al navei Battlestar Galactica                         |
| Mary McDonnell      | Laura Roslin                                    | Președinte după distrugerea celor Douăsprezece Colonii                                   |
| Katee Sackhoff      | Locotenent Kara "Starbuck" Thrace               | Pilot de Colonial Viper (navetă de atac)                                                 |
| Jamie Bamber        | Căpitan Lee "Apollo" Adama                      | Pilot de Colonial Viper                                                                  |
| James Callis        | Dr. Gaius Baltar                                | Om de știință și cercetător în domeniul apărării                                         |
| Tricia Helfer       | Numărul Șase                                    | Cylon                                                                                    |
| Callum Keith Rennie | Leoben Conoy                                    | Cylon                                                                                    |
| Grace Park          | Locotenent Junior Grade Sharon "Boomer" Valerii | Pilot al unui Colonial Raptor împreună cu Helo                                           |
| Michael Hogan       | Colonel Saul Tigh                               | Ofițer executiv pe nava Battlestar Galactica                                             |
| Matthew Bennett     | Aaron Doral                                     | Cylon                                                                                    |
| Paul Campbell       | Billy Keikeya                                   | Consilier al președintelui Roslin                                                        |
| Aaron Douglas       | Ofițer-secund „Șef” Galen Tyrol                 | Răspunde de întreținerea navetelor de tip Colonial Viper și Colonial Raptor              |
| Lorena Gale         | Elosha                                          | Preoteasă                                                                                |
| Kandyse McClure     | Ofițer-secund Anastasia "Dee" Dualla            | Ofițer de comunicații pe Battlestar Galactica                                            |
| Connor Widdows      | Boxey                                           | Tânărul băiat care supraviețuiește Holocaustului din Caprica                             |
| Alessandro Juliani  | Locotenent Felix Gaeta                          | Ofițer tactic pe Battlestar Galactica                                                    |
| Nicki Clyne         | Specialist Cally                                | Repară navete de tip Colonial Viper și Colonial Raptor sub comanda „Șefului” Galen Tyrol |
| Tahmoh Penikett     | Locotenent Karl "Helo" Agathon                  | Ofițer de contramăsuri care face echipă cu Boomer                                        |
| Alonso Oyarzun      | Socinus                                         |                                                                                          |
| Ty Olsson           | Aaron Kelly                                     |                                                                                          |
| Lymari Nadal        | Giana                                           |                                                                                          |